# The Defenders (miniserie)
Marvel's The Defenders, o simplemente The Defenders es una miniserie de televisión estadounidense creada por Douglas Petrie y Marco Ramirez para el servicio de streaming Netflix, basada en los personajes de Marvel Comics, Daredevil, Jessica Jones, Luke Cage y Iron Fist, quienes forman el equipo de superhéroes, Los Defensores. Está ambientada en el Universo cinematográfico de Marvel, compartiendo continuidad con las películas de la franquicia. La miniserie es un evento cruzado y la culminación de cuatro series interconectadas estrenadas anteriormente por Marvel y Netflix. Fue producida por Marvel Television en asociación con ABC Studios, Nine and a Half Fingers, Inc. y Goddard Textiles, con Ramirez como showrunner.
La serie está protagonizada por Charlie Cox como Matt Murdock / Daredevil, Krysten Ritter como Jessica Jones, Mike Colter como Luke Cage, y Finn Jones como Danny Rand / Iron Fist, todos repitiendo su papeles de sus series individuales. También está protagonizada por Eka Darville, Elden Henson, Jessica Henwick, Simone Missick, Ramón Rodríguez, Rachael Taylor, Deborah Ann Woll, Élodie Yung, Rosario Dawson, y Scott Glenn, todos también regresando de series anteriores, así como Sigourney Weaver. El desarrollo comenzó a fines de 2013, con Cox como el primer actor elegido en mayo de 2014. Petrie y Ramirez se unieron como showrunners en abril, luego de hacerlo para la segunda temporada de Daredevil. Petrie se fue con el inicio del rodaje, que tuvo lugar en la ciudad de Nueva York desde octubre de 2016 hasta marzo de 2017. El trabajo de cinematografía y diseño estableció las diferentes paletas de colores de las series individuales de los personajes y las combinó a medida que se formaba el equipo.
The Defenders tuvo su premiere en Nueva York el 31 de julio de 2017 y los ocho episodios se estrenaron en Netflix, el 18 de agosto. Las críticas fueron en su mayoría positivos sobre el cruce, destacando la dinámica entre los diferentes Defensores, así como la actuación de Weaver, pero en general se sintieron decepcionados con la historia general, el ritmo y el uso de La Mano como villanos. El análisis de terceros indicó que la miniserie fue la serie Marvel de Netflix menos vista hasta el momento y tuvo la mayor caída semana tras semana en la audiencia de todas, aunque fue la tercera serie con más "Observación maratónica" a nivel mundial en el momento de su estreno, según Netflix. Recibió varias nominaciones a premios. The Defenders, junto con las otras series Marvel de Netflix, se eliminaron de Netflix el 1 de marzo de 2022, luego de que Disney recuperara la licencia para ellas. Comenzaron a transmitirse en Disney+ a partir del 16 de marzo.

## Sinopsis
Establecida unos meses después de la segunda temporada de Daredevil, y un mes después de la primera temporada de Iron Fist, los vigilantes Daredevil, Jessica Jones, Luke Cage y Iron Fist se unen en la ciudad de Nueva York para luchar contra un enemigo común, la Mano.

## Reparto y personajes

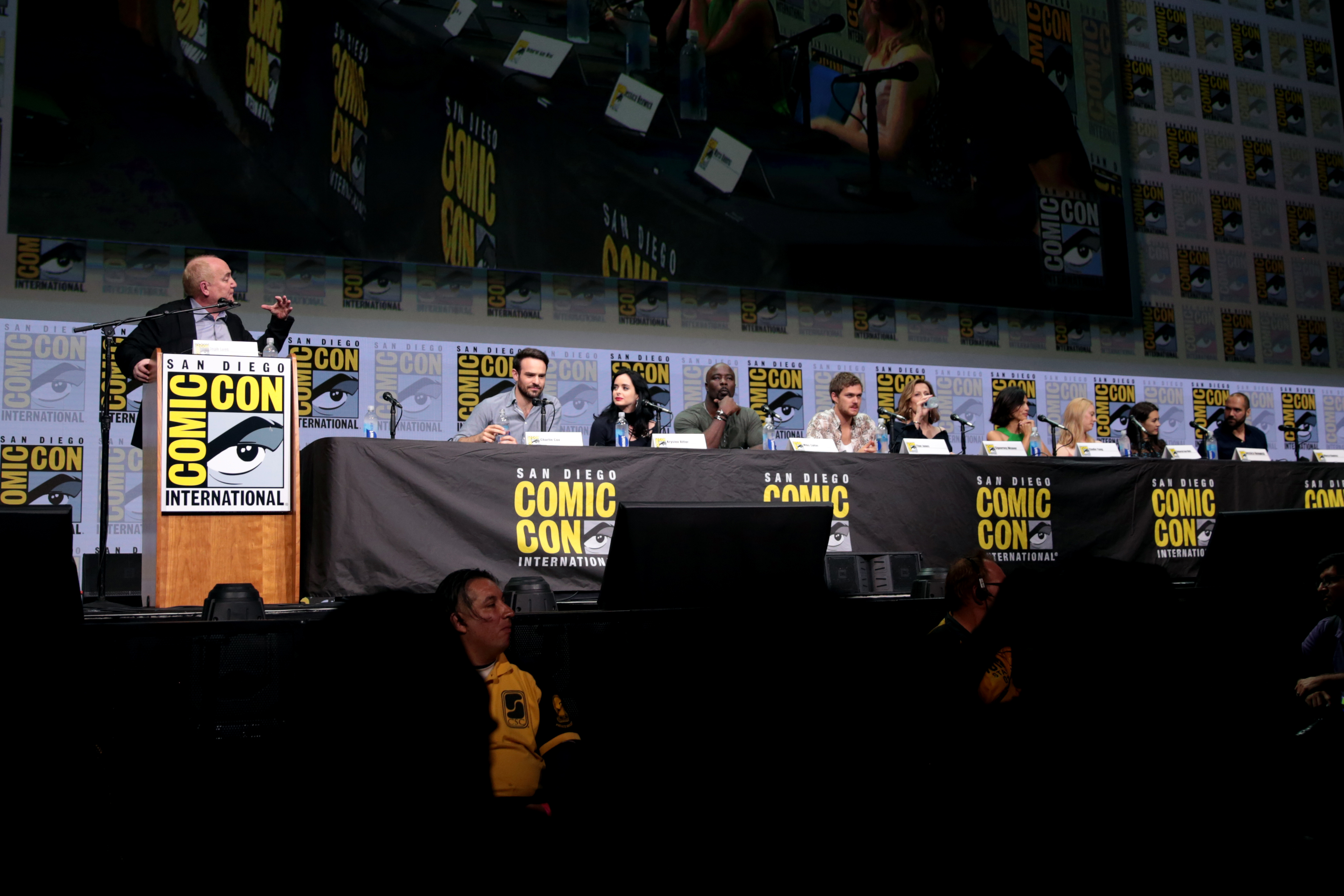
Elenco y equipo de The Defenders en la Convención Internacional de Cómics de San Diego 2017. De izquierda a derecha: el productor ejecutivo Jeph Loeb, protagonizado por Charlie Cox, Krysten Ritter, Mike Colter, Finn Jones, Sigourney Weaver, Elodie Yung, Deborah Ann Woll y Jessica Henwick, y el showrunner Marco Ramirez.

### Principales
- Charlie Cox como Matt Murdock / Daredevil: 
Un abogado ciego pro-bono en Hell's Kitchen, con los sentidos mejorados que le quedan, y es secretamente un justiciero.[4][5] Cox sintió que la segunda temporada de Daredevil, en el que Murdock luchó junto a Elektra Natchios y Frank Castle, preparó al personaje para aceptar ayuda en The Defenders,[6] y que al pasar a la miniserie, la muerte de Natchios pesaría mucho sobre Murdock.[1] Ramirez comparó la relación de Murdock y Natchios con una versión más abiertamente sexual de los personajes de Edward Norton y Brad Pitt en Fight Club (1999), siendo Natchios la "carga con la que lidiar" para Murdock después de su resurrección.[7] Cox sintió que Murdock y Jessica Jones tendrían una "relación impetuosa" en la serie ya que ambos personajes son "bastante obstinados y bastante testarudos".[8]
- Krysten Ritter como Jessica Jones: 
Una investigadora privada que sufre de trastorno de estrés postraumático y dirige su propia agencia, Alias Investigations.[4][5] Ritter sintió que sería interesante ver qué obliga a Jones a formar equipo con los otros héroes, ya que ella está en contra de ser un superhéroe y "no quiere tener nada que ver con eso."[9] Agregó que al comienzo de la serie, Jones todavía está lidiando con las consecuencias del asesinato de Kilgrave al final de la primera temporada de Jessica Jones, y no se ha adaptado al aumento del número de personas queriendo contratarla desde entonces. El showrunner Marco Ramirez señaló que Jones tendría dificultades para dejar entrar en su vida "tres hombres en los que no confía al 100 por ciento". Ritter dijo que Jones y Murdock tendrían una dinámica de "gato y ratón".[10]
- Mike Colter como Luke Cage: 
Un ex convicto con fuerza sobrehumana y piel irrompible que ahora lucha contra el crimen en Harlem.[4][5] Colter sintió que ninguno de los Defensores parecía querer estar juntos en un grupo de superhéroes, y dijo que Cage específicamente está "en su propio mundo".[11] Añadió que el encarcelamiento de Cage al final de la primera temporada de Luke Cage sería abordado al comienzo de la miniserie, quitándole una "gran carga que soportar ... Ahora que eso está fuera del camino, creo que podemos darle un enfoque diferente a la vida". Colter dijo que Cage actuaría como "el conciliador" del grupo y también como mentor de Danny Rand; emparejar a Rand con Cage es un homenaje a los cómics, Heroes for Hire, que Colter pensó que eran geniales y tenían una "calidad de sabiduría versus juventud".[12]
- Finn Jones como Danny Rand / Iron Fist: 
Un monje multimillonario budista, codirector ejecutivo de Rand Enterprises y guerrero experto en artes con la capacidad de invocar el poder místico, «Iron Fist».[4][5] Jones dijo que Rand es la fuerza impulsora del grupo ya que "sabe lo serio que es la situación".[8] Jones sintió la combinación de la primera temporada de Iron Fist y The Defenders formaron "la primera temporada completa del viaje de Danny", y en The Defenders se volvió desconfiado debido a los acontecimientos de Iron Fist.[13] Rand está influenciado por los otros Defensores, que son mayores que él y son ejemplos de héroes que "logran mantener la calma".[14] En particular, Colter dijo que Rand tiene "una exuberancia... que Luke Cage quiere moderar un poco".[12] Rand es molestado por los otros Defensores, lo que algunos espectadores vieron como un reconocimiento de la mala recepción que recibió la primera temporada de Iron Fist. Sin embargo, Ramirez dijo que esa temporada no se había estrenado cuando estaban haciendo The Defenders, y que esa dinámica era la forma en que naturalmente sentían que se trataría a su personaje.[7]
- Eka Darville como Malcolm Ducasse: Vecino de Jones y asistente en Alias Investigations.[15]
- Elden Henson como Franklin "Foggy" Nelson: Amigo cercano de Murdock y ex socio legal que ahora trabaja con Jeri Hogarth.[16][17]
- Jessica Henwick como Colleen Wing: Una exmiembro de la Mano, pareja de Rand y dueña de un Dojo de la ciudad de Nueva York.[18][17]
- Simone Missick como Misty Knight: Una detective de la policía de Harlem que forma parte de un grupo de trabajo de toda la ciudad y que es aliada de Cage.[19][20]
- Ramón Rodríguez como Bakuto: Uno de los cinco "dedos" de la Mano y ex sensei de Wing.[21]
- Rachael Taylor como Patricia "Trish" Walker: La hermana adoptiva de Jones y su mejor amiga que presenta su propio programa de radio.[22][17]
- Deborah Ann Woll como Karen Page: Amiga íntima de Murdock y ex secretaria, y una floreciente reportera de un periódico.[23][17]
- Élodie Yung como Elektra Natchios: 
Una mujer misteriosa y peligrosa del pasado de Murdock, que es el Cielo Negro, un arma de la Mano.[24] El productor ejecutivo, Jeph Loeb había querido adaptar la historia que presenta la resurrección de Natchios de los cómics, y Ramirez sintió que debería suceder en The Defenders después de que los escritores de Daredevil  tomó la decisión "orgánica" de matar al personaje al final de la segunda temporada de esa serie.[7] Yung llamó a Natchios "un amnésico [que] no recuerda quién es ni nada sobre su vida pasada", con la pregunta de cuánto del personaje original queda después del entrenamiento de Alexandra. Sigourney Weaver, quien interpreta a Alexandra, describió la relación de los personajes como "inusual".[25]
- Rosario Dawson como Claire Temple: Una ex enfermera que brinda asistencia médica a los justicieros y es la pareja de Cage.[22][17]
- Scott Glenn como Stick: El mentor de Murdock y líder de la Casta que libra una guerra contra la Mano.[22][17]
- Sigourney Weaver como Alexandra: 
Uno de los cinco "dedos" de la Mano y su líder.[26][21] Weaver llamó al personaje "muy inteligente", "muy responsable",[27][28] y más una adversaria que un villana.[29] Ramirez la describió como "una sobreviviente" y "una fuerza muy poderosa en la ciudad de Nueva York",[29][30] y agrega: "Ella es todo lo que es Sigourney: sofisticada, intelectual y peligrosa"; el antagonista de la serie tenía que ser "algo enorme para sacar a estos cuatro personajes [héroes] de sus mundos individuales y trabajar juntos".[30] Alexandra está "encantada" por los cuatro héroes que se unen contra ella, sin haber "conocido nunca a cuatro personas que aparentemente solo estén interesadas en cuidar esta pequeña parte de Nueva York... no se parecen a nadie a quien se haya enfrentado antes". Weaver trabajó con los escritores para evitar una representación cliché, específicamente "términos como 'reina de hielo' que a menudo se usan para mujeres que no son completamente comprensivas".[29] Para Ramirez y Weaver era importante presentar a Alexandra con simpatía.[31] El personaje es, en última instancia, un actor secundario para la historia general de Natchios, y Ramirez dijo que los escritores pudieron crear un "personaje realmente divertido y genial" para que Weaver lo interpretara, pero no lo hizo al servicio de Natchios y del viaje que ella emprende.[7]

### Recurrentes
- Wai Ching Ho como Gao: Uno de los cinco "dedos" de la Mano.[32]
- J. Mallory McCree como Cole Miller: Un joven de Harlem que se involucra con la Mano.[33]
- Michelle Federer como Michelle Raymond: Una mujer que se acerca a Jones para hablarle de su esposo desaparecido.[34]
- Chloë Levine como Lexi Raymond: La hija de John y Michelle Raymond.[34]
- Babs Olusanmokun como Sowande: Uno de los cinco "dedos" de la Mano, que contrata a adolescentes de Harlem.[21]
- Ron Simons como Strieber: El capitán de policía de Knight.[35]
- Yutaka Takeuchi como Murakami: Uno de los cinco "dedos" de la Mano.[21]

### Invitados
- Peter McRobbie como Paul Lantom: un sacerdote católico y confidente de Murdock.[36]
- Debbi Morgan como Delores Miller: La madre de Cole.[37]
- Marko Zaror como Shaft: Un miembro de la Casta.[38]
- Carrie-Anne Moss como Jeri Hogarth: Una abogada y aliada de Jones y Rand.[16]
- Rob Morgan como Turk Barrett: Un criminal de bajo nivel que se cruza con Daredevil y Luke Cage.[39]
- Amy Rutberg como Marci Stahl: La novia de Nelson y colega abogada.[40]
- Susan Varon como Josie: La propietaria de un bar frecuentado por Nelson y Murdock.[41]
- Alex Moggridge como John Raymond: Un arquitecto que se involucra con la Mano y es investigado por Jones y Murdock.[34]
- Nichole Yannetty como Nicole: Un pasante en el programa de entrevistas de Walker.[42]

Stan Lee hace un cameo a través de una fotografía en el set como el Capitán del Departamento de Policía de la Ciudad de Nueva York, Irving Forbush, la misma fotografía vista en series anteriores Marvel de Netflix. El Cuarteto Eolo también hizo un cameo como ellos mismos, interpretando al Primer cuarteto de cuerda de Johannes Brahms para Alexandra.

## Episodios
| N.º | Título                                            | Dirigido por          | Escrito por                                             | Fecha de lanzamiento original |
| --- | ------------------------------------------------- | --------------------- | ------------------------------------------------------- | ----------------------------- |
| 1 | «The H Word» «Esa palabra que empieza por H»      | S. J. Clarkson        | Douglas Petrie & Marco Ramirez                          | 18 de agosto de 2017          |
| Mientras persiguen a los agentes de la Mano en Camboya, a Danny Rand / Iron Fist y Colleen Wing se les dice que la guerra contra la que están luchando se está llevando a cabo en la ciudad de Nueva York. Allí, Matt Murdock ha renunciado a su vida como el vigilante Daredevil y está trabajando como abogado pro bono. Él sigue en conflicto debido a sus sentimientos por Elektra Natchios, quien murió luchando contra la Mano. Luke Cage, cuyo nombre fue aprobado por el excompañero de Murdock, Foggy Nelson, regresa de la prisión a las calles de Harlem, donde la detective policial Misty Knight le informa sobre niños locales que se han visto involucrados en un misterioso negocio y terminan muertos. Después de enterarse de que todos sus órganos principales están fallando y ella tiene poco tiempo para vivir, una mujer les informa a sus colegas que aceleren sus planes, y luego observa con una Natchios resucitada cuando un gran terremoto arrasa Nueva York, y Rand y Wing lo ven como regresan, y la investigadora privada Jessica Jones descubre explosivos mientras busca a un marido desaparecido que una persona anónima le advirtió que evite.         |                                                   |                       |                                                         |                               |
| 2 | «Mean Right Hook» «Derechazo demoledor»           | S. J. Clarkson        | Lauren Schmidt Hissrich & Marco Ramirez                 | 18 de agosto de 2017          |
| Jones llama a la policía, pero Knight la ve tomando pruebas mientras abandona la escena. Cage sigue algunas pistas sobre niños locales, y los encuentra siendo enviados a limpiar un taller donde varios enemigos de la Mano han sido asesinados. Rand y Wing también están investigando el taller, lo que lleva a una pelea entre Rand y Cage que solo termina cuando llega la policía. La misteriosa mujer, Alexandra, es informada de que los planes de su grupo han sido detenidos por un muro místico. Alexandra cree que esto puede ser una puerta, e interroga a un viejo enemigo, Stick, para obtener respuestas sobre esto. Jones es advertida de su investigación por la abogada Jeri Hogarth, quien luego le dice a Nelson que mantenga las consecuencias de las acciones de Jones lejos de su firma. Jones regresa a su departamento para encontrar al hombre desaparecido, John Raymond. Son atacados por Natchios, pero él se mata primero. Jones persigue a Natchios, pero es atrapada y arrestada por Knight. Murdock pronto llega a servir como el abogado de Jones, después de haber hecho un acuerdo con Nelson para llevar a cabo parte de su trabajo extra.           |                                                   |                       |                                                         |                               |
| 3 | «Worst Behavior» «Comportamiento pésimo»          | Peter Hoar            | Lauren Schmidt Hissrich & Douglas Petrie                | 18 de agosto de 2017          |
| Meses atrás, la Mano adquirió la antigua arma Cielo Negro, el cuerpo de Natchios, y utilizó el último de sus recursos para resucitarla. Bajo la tutela de Alexandra, el Cielo Negro estaba preparado para luchar como un arma contra los enemigos de la Mano. Ahora, Jones rechaza la ayuda de Murdock, pero se interesa por su caso y comienza a investigarlo él mismo. Cage le dice a su novia Claire Temple sobre su pelea con Rand, a quien ella conoce. Temple organiza una reunión entre los dos, con la esperanza de que puedan trabajar juntos para luchar contra la Mano, pero chocan sobre sus respectivos orígenes. Inspirado por algunos de los comentarios de Cage, Rand decide tomar un enfoque diferente y usa su influencia corporativa para encontrar el nuevo frente de la Mano, Midland Circle. Cage visita a la madre de uno de los niños locales que Hand había contratado, mientras Jones investiga el trabajo de Raymond. También aprenden de una conexión con Midland Circle. Cage llega para ayudar a Rand a luchar contra la Mano, pronto seguido por Jones y Murdock. Son atacados por el Cielo Negro, pero Rand se la lleva afuera.                            |                                                   |                       |                                                         |                               |
| 4 | «Royal Dragon» «Dragón real»                      | Phil Abraham          | Douglas Petrie & Marco Ramirez                          | 18 de agosto de 2017          |
| Rand, Cage, Jones y Murdock escapan y se esconden en un restaurante cercano. Con todos presentados, Rand propone que trabajen en equipo para vencer a la Mano, pero Murdock no está dispuesto a involucrarse y Jones se va. Stick se escapa de la Mano y encuentra el grupo, después de haber conocido a Murdock y conocido de Rand. Él explica que hace mucho tiempo los ancianos de K'un-Lun se reunieron para estudiar los poderes curativos del ki, pero cinco de ellos deseaban usar este poder para vivir para siempre y fueron expulsados. Se convirtieron en los cinco dedos de la Mano, e incluyen a Alexandra (que ha ido por muchos nombres a través de los siglos), Madame Gao, Sowande (que ha estado reclutando a los niños de Harlem), Murakami y el recién fallecido Bakuto. Ahora la Mano ha derrotado a todos los que se oponen a ellos, a excepción de Stick y el Iron Fist. Alexandra llega y le ofrece ahorrarle a Nueva York si Rand se va con ella, ya que su plan requiere el Iron Fist, pero él rechaza su oferta. Jones se da cuenta de que la familia Raymond sigue en peligro y regresa para ayudar a los ataques del Cielo Negro.                             |                                                   |                       |                                                         |                               |
| 5 | «Take Shelter» «Ponte a refugio»                  | Uta Briesewitz        | Lauren Schmidt Hissrich, Douglas Petrie & Marco Ramirez | 18 de agosto de 2017          |
| La Mano converge en el restaurante, y Murdock atrae al Cielo Negro lejos de la pelea. Cuando él la llama Elektra, ella huye, pero no antes de evitar que Murakami mate a Murdock. Cage es capaz de secuestrar a Sowande mientras los otros escapan. Después de que Sowande advierte que sus seres queridos serán el próximo objetivo, convencerán a sus amigos de que se queden con Knight en la comisaría de policía hasta que estén fuera de peligro. Mientras hace esto, Wing es confrontado por un Bakuto resucitado, quien infructuosamente intenta reclutarla para su causa después de criarla como miembro de la Mano antes de conocerla y unirse a Rand. Murdock decide retomar su identidad de Daredevil una vez más, algo que preocupa a los líderes de la Mano debido a su relación con Natchios. Murakami pregunta a Alexandra s confiar en el Cielo Negro para completar sus objetivos y señala que todos pueden ser asesinados ahora que sus recursos fueron utilizados en Natchios. Él sugiere que ideen un nuevo plan sin Alexandra. Stick decapita a Sowande cuando intenta escapar de la captura.                                                                        |                                                   |                       |                                                         |                               |
| 6 | «Ashes, Ashes» «Cenizas, cenizas»                 | Stephen Surjik        | Drew Goddard & Marco Ramirez                            | 18 de agosto de 2017          |
| Ahora que se da cuenta de que la Mano quiere que el Iron Fist sea la llave para desbloquear algo, el grupo decide esconder a Rand mientras continúan la lucha. Sin embargo, Rand no está de acuerdo y ataca a los demás. Lo detienen y lo atan, con Cage y Stick vigilándolo mientras Jones y Murdock continúan la investigación de Raymond. Natchios comienza a recuperar recuerdos de su vida anterior, pero Alexandra insiste en que ya no es esa persona. Mientras tanto, los otros líderes de la Mano se enteran de la muerte de Sowande, y continúan perdiendo la fe en el liderazgo de Alexandra. Murdock y Jones descubren que hay algo debajo de Midland Circle, un agujero que Murdock había encontrado previamente al tratar con la Mano. Regresan al grupo con planes de atacar el edificio, para encontrar a Stick intentando asesinar a Rand para evitar que la Mano lo use. Son interrumpidos por Natchios, que mata a Stick y toma a Rand. Alexandra se regocija con los otros líderes acerca de esta victoria, pero ella misma es asesinada por Natchios, quien reclama el liderazgo de la Mano.                                                                          |                                                   |                       |                                                         |                               |
| 7 | «Fish in the Jailhouse» «Carne fresca en prisión» | Félix Enríquez Alcalá | Lauren Schmidt Hissrich & Marco Ramirez                 | 18 de agosto de 2017          |
| Jones, Murdock y Cage se despiertan en el recinto policial como sospechosos de los asesinatos de Sowande y Stick. Le dicen a Knight sobre la Mano, pero tratan de no entrar en detalles o dejarla involucrarse para disgusto de sus superiores. Los dedos restantes de la Mano acuerdan permitir que Natchios persiga sus objetivos, con la esperanza de que les otorgue acceso a la sustancia que necesitan para evitar la muerte. Ella lleva a Rand debajo del edificio a la puerta mística para que lo abran. Jones, Murdock y Cage escapan del precinto y van a Midland Circle, donde se enfrentan con Gao, Bakuto y Murakami. Wing llega pronto para ayudar, trayendo consigo los explosivos que Raymond había estado acumulando. El grupo aleja los dedos de la Mano. Knight y Temple llegan poco después, y Knight acuerda detener a la policía mientras los otros llegan a Rand. Natchios engaña a Rand para que abra la puerta, causando una explosión que noquea el poder en toda la ciudad. Rand se despierta bajo el esqueleto de un dragón. |                                                   |                       |                                                         |                               |
| 8 | «The Defenders»                                   | Farren Blackburn      | Lauren Schmidt Hissrich & Marco Ramirez                 | 18 de agosto de 2017          |
| Gao le explica a Rand que la sustancia que la Mano usa para la resurrección proviene de los huesos de los dragones, al igual que sus habilidades con el Puño de Hierro provenían de un dragón. La Mano comienza a cosechar el esqueleto, lo que debilitará los cimientos de la ciudad y causará una destrucción generalizada. Wing y Temple colocan los explosivos para destruir el edificio una vez que los demás escapan. Ellas se enfrentan a Bakuto, quien corta el brazo de Knight cuando llega para ayudar. Wing decapita a Bakuto, pero su cuerpo activa el temporizador de los explosivos. Jones, Murdock y Cage llegan a la caverna para ayudar a Rand y luchan juntos contra los miembros de la Mano. Cuando Murdock se da cuenta de que los explosivos están a punto de explotar, consigue que los demás se vayan inmediatamente. Él sigue para suplicarle a Natchios, y los dos están juntos, junto con Gao y Murakami, mientras el edificio implosiona a su alrededor. Estos eventos están cubiertos por las autoridades. Rand, Jones y Cage buscan seguir adelante y proteger la ciudad. Un herido Murdock más tarde se despierta en una habitación con una monja a su lado. |                                                   |                       |                                                         |                               |

## Producción

### Desarrollo
En octubre de 2013, Deadline Hollywood informó que Marvel Television estaba preparando cuatro series dramáticas y una miniserie, con un total de 60 episodios, para presentar a servicios de video bajo demanda y proveedores de cable, con Netflix, Amazon y WGN America expresando interés. Unas semanas más tarde, Disney anunció que Marvel Television y ABC Studios proporcionarían a Netflix series de acción en vivo centradas en Daredevil, Jessica Jones, Iron Fist y Luke Cage, lo que conduciría a una miniserie basada en Los Defensores. En noviembre de 2015, el editor en jefe de Marvel Comics, Joe Quesada declaró que Marvel no tenía ningún temor a cambiar la alineación de los Defensores de la alineación original "clásica" (Doctor Strange, Hulk, Namor y Silver Surfer) porque "para el mundo en general, nadie sabe quiénes son los Defensores. Entonces, la idea de tomar el concepto y el nombre y aplicarlos al Universo cinematográfico de Marvel (MCU)] se siente completamente natural", agregando que había "un concepto maravilloso" detrás de por qué el grupo se formaría en el MCU y por qué se llamarían los Defensores.
En abril de 2016, se anunció que Douglas Petrie y Marco Ramirez, los showrunners de la segunda temporada de Daredevil, actuarían como showrunners y productores ejecutivos en Marvel's The Defenders. El creador de Daredevil, Drew Goddard también se desempeña como productor ejecutivo de la miniserie, junto con Karim Zreik, Cindy Holland, Allie Goss, Alison Engel, Kris Henigman, Alan Fine, Stan Lee, Joe Quesada, Jim Chory y el director de Marvel Television, Jeph Loeb. S. J. Clarkson, directora de los dos primeros episodios de la miniserie, también se desempeña como productor ejecutivo del primer episodio. En julio de 2016, Loeb confirmó que la miniserie constaría de ocho episodios y declaró que Petrie y Ramirez consultarían con Melissa Rosenberg, Cheo Hodari Coker y Scott Buck, los showrunners de Jessica Jones, Luke Cage y Iron Fist, respectivamente, sobre cómo actuarían sus personajes; los otros showrunners leyeron cada uno de los guiones de The Defenders y brindaron información sobre el mundo de cada personaje individual. Sobre esta colaboración, Petrie dijo específicamente sobre Rosenberg que ella era "maravillosa porque está en esta posición de ser una compañera artista y dejarnos hacer lo que hacemos, pero al mismo tiempo amar a su personaje y protegerla y querer que lo hagamos bien". Rosenberg dijo que ella y los otros showrunners "se sintieron realmente incluidos en el proceso". Loeb comparó esta relación con Joss Whedon consultando con los realizadores de las películas de la Fase Uno antes de dirigir la película cruzada, The Avengers (2012). Al inicio del rodaje en octubre En 2016, Petrie dejó la serie como co-showrunner. Loeb explicó: "Llegamos a un punto en el que los guiones estaban terminados y queríamos que Marco continuara, y Doug buscó otras vías".

### Guion
A finales de mayo de 2016, Petrie y Ramirez habían entregado una historia completa para la miniserie, basada en una "estructura muy básica" de Loeb. Petrie y Ramirez realizaron un "acto de trapecio" para que la historia funcionara para los espectadores que no habían visto la serie anterior, y al mismo tiempo no tuviera momentos de exposición redundantes para aquellos que sí la habían visto. Petrie dijo que la miniserie sería un "desvío" para los personajes, permitiéndoles regresar a los mundos de su propia serie al final, haciéndolo equivalente a la temporada 2.5 de Daredevil, Luke Cage  temporada 1.5, Jessica Jones temporada 1.5 y Iron Fist temporada 1.5. Loeb comparó la miniserie con las Olimpiadas, donde "llegas a conocer a todos estos atletas en sus diversos deportes [y luego] se reunirán", mientras que Coker lo comparó además con la formación del Wu-Tang Clan o Voltron.

Hay un tema recurrente aquí con personas que son huérfanas o personas que no entienden este impulso pero sienten la necesidad de hacer el bien y están constantemente luchando contra la agitación interna. No pensamos en cómo combinaremos todos los tonos.
El showrunner Marco Ramirez habla sobre la combinación de elementos de las series individuales para crear el tono de The Defenders

Ramirez y Petrie querían que el proyecto pareciera ganado, fundamentado y actual como las series individuales, en lugar de "un mandato corporativo". Goddard señaló que cada una de las series individuales tiene diferentes tonos y la combinación ellos para la miniserie crearon uno diferente. Encontrar este nuevo tono fue el aspecto más desafiante del proyecto para Ramirez. Las escenas de los primeros episodios se crearon para se sienten como las "versiones más óptimas" de cada serie individual, utilizando elementos visuales y sonoros de cada una que se combinan lentamente a medida que avanza la miniserie. Loeb advirtió contra la "comparación fácil" con The Avengers, señalando que se aprenderían lecciones de ese crossover, como por ejemplo cómo ese equipo no se unió de inmediato, pero a diferencia de los Vengadores en la película, los Defensores no operan desde un solo lugar como Torre de los Vengadores ni tienen disfraces a juego. The Dirty Dozen (1967), Los siete samuráis (1954) y otras películas "donde se unían personajes que no querían unirse" fueron mayores influencias en el proyecto que The Avengers.
Elegir un antagonista para la miniserie fue otro desafío, según Ramirez. Loeb no quería un villano como los extraterrestres de The Avengers porque son "héroes callejeros [que] vienen desde un lugar muy real", pero cada uno de los Defensores ha demostrado ser "realmente poderoso" en su serie individual y el antagonista tendría que resultar un desafío para los cuatro juntos. Ramirez también consideró que el antagonista debería ser un denominador común en lugar de tener villanos individuales combinados de cada serie. Se decidieron por la organización general de la Mano, y hacen que los personajes sigan investigaciones individuales que los llevan a converger en el mismo lugar. Posteriormente, fue importante Ramirez que la Mano sea destruida al final de la miniserie, para darle un final definitivo y permitir que los personajes individuales, especialmente Iron Fist, avancen hacia nuevas historias y adversarios. Para dar algo inesperado para la audiencia, finalmente se revela que el foco de la historia es Elektra Natchios y su viaje de rechazo a las personas en su vida que le han dicho qué hacer. Esto incluye a su mentor Stick y a la aparente antagonista central de la miniserie, Alexandra, a quienes ella asesina, así como a Daredevil. Ramirez dijo que el tema de "tener que abrazar la identidad que uno quiere" también aplica para los cuatro Defensores. Añadió que Elektra asesinara a Alexandra tenía más sentido a que lo hiciera uno de los Defensores, ya que los escritores sintieron que ninguno de los Defensores era un asesino y habría que obligarlos a hacerlo.
En cuanto a dónde deja la miniserie a los Defensores, Ramirez comparó su relación con "personas que estaban en el mismo autobús cuando tuvo un accidente... es como, 'Esta fue una gran aventura para tener contigo, estaría bien con verte de nuevo, también estaría bien con no volverte a ver nunca más." La imagen final de The Defenders, en la que Murdock se despierta.con una monja a su lado, es un homenaje a un panel del arco argumental de Daredevil, «Born Again» (1986) . La monja que llama a "Maggie" es una referencia implícita a la madre de Murdock, lo cual Ramírez no confirmó al momento del estreno de la miniserie. Señaló que esta escena, junto con varias otras de la historia de Daredevil en la miniserie, era un homenaje directo a los cómics, y que este panel de Born Again era uno de sus paneles favoritos de Daredevil. Ramírez explicó que la escena se incluyó porque ya se había anunciado una tercera temporada y no querían que el público pensara que "estaban tratando de engañarlos o convencerlos de algo que no está sucediendo".

### Casting
A finales de mayo de 2014, Charlie Cox fue elegido como Matt Murdock / Daredevil para Daredevil. En diciembre de 2014, Krysten Ritter fue elegida como Jessica Jones y Mike Colter fue elegido como Luke Cage para Jessica Jones, y Colter también encabeza Luke Cage. En febrero de 2016, se informó que Finn Jones sería elegido como Danny Rand para Iron Fist, y se confirmó el mes siguiente. También confirmaron que Cox, Ritter, Colter y Jones repetirían sus papeles para protagonizar The Defenders.
En marzo de 2016, Élodie Yung, quien interpreta a Elektra Natchios en Daredevil, expresó interés en aparecer en The Defenders como antagonista, y se dijo un mes después que Eka Darville repetiría su papel de Jessica Jones de Malcolm Ducasse en The Defenders. En septiembre, Simone Missick dijo que retomaría el papel de Misty Knight de Luke Cage en la miniserie. Después de que la producción comenzara en octubre , se confirmó que Darville, Missick y Yung aparecerían, junto a los actores de Daredevil, Deborah Ann Woll como Karen Page, Elden Henson como Foggy Nelson, y Scott Glenn como Stick; Rachael Taylor como Patsy Walker de Jessica Jones; y Jessica Henwick como Colleen Wing de Iron Fist. Ramón Rodríguez también repite su papel de Iron Fist como Bakuto, mientras que Rosario Dawson regresa como Claire Temple de todas las series anteriores Marvel de Netflix.
En la New York Comic Con en octubre, se anunció que Sigourney Weaver interpretaría a la principal antagonista de la miniserie, más tarde se reveló que era Alexandra. Los productores se habían referido al personaje como "un tipo de Sigourney Weaver" durante cuatro meses antes de que Loeb la contactara sobre el proyecto. Además, J. Mallory McCree vuelve a interpretar a Cole; Michelle Federer y Chloë Levine interpretan a Michelle y Lexi Raymond; y Ron Simons aparece como el capitán de policía Strieber. Babs Olusanmokun y Yutaka Takeuchi interpretan a Sowande y Murakami, respectivamente, ambos líderes de la Mano.
Otros actores que repiten sus papeles para la miniserie incluyen a Wai Ching Ho como Madame Gao, Peter McRobbie como el padre Lantom, Amy Rutberg como Marci Stahl, y Susan Varon como Josie de Daredevil ; Carrie-Anne Moss como Jeri Hogarth y Nichole Yannetty como Nicole de Jessica Jones; y Rob Morgan como Turk Barrett, de las series anteriores Marvel de Netflix.

### Diseño
La directora S. J. Clarkson, el director de fotografía Matthew J. Lloyd, la diseñadora de producción Loren Weeks y la diseñadora de vestuario Stephanie Maslansky trabajaron juntas para crear paletas de colores distintas para cada uno de los personajes, manteniendo la apariencia de sus series individuales, en lugar de intentar combinar la apariencia de todas las diferentes series para la miniserie. Maslansky explicó que las paletas se utilizaron para la iluminación, decorados y localizaciones, y vestuario de los personajes principales y extras. Cuando los personajes comienzan a cruzarse, también lo hacen los colores, y se tomaron decisiones con respecto a qué colores pasan al primer plano y cuáles se ven menos escena por escena.
La secuencia de apertura de títulos de la serie, diseñada por Elastic, evoca el trabajo que la compañía realizó para la serie, True Detective al recrear los personajes del programa a partir de elementos de su escenario: la secuencia representa a los cuatro Defensores a partir de mapas topográficos coloreados de la ciudad de Nueva York, mostrando las diferentes áreas de la ciudad de donde provienen cada uno de ellos.

#### Cinematografía
Clarkson, quien también dirigió para Jessica Jones, dijo que la serie es "muy oscura, muy acerada y muy azul", mientras que Daredevil se centró más en el rojo, por lo que se enfatizaron desde el principio. Cuando Murdock y Jones se encuentran, están en una habitación "azul grisáceo" para indicar que es el mundo de Jones, con Knight allí vistiendo un color bronceado apropiado para Luke Cage, y Murdock entra y deja entrar el rojo a la habitación para mostrar la conexión de los dos personajes. Clarkson se inspiró en películas ambientadas en Nueva York como The French Connection (1971), Shaft (1971), y Serpico (1973) al establecer el aspecto de la miniserie.
Lloyd comenzó a trabajar en la miniserie varias semanas antes del inicio del rodaje, tomando el trabajo de desarrollo que Clarkson ya había realizado para el proyecto y perfeccionándolo; evitó exagerar los diferentes colores para que hicieran que las escenas parecieran poco realistas, y señaló que el rojo puede ser un tono abrumador en la cámara, por lo que lo limitó para las escenas de Daredevil usándolo simplemente como acento. Lloyd no quería recrear las técnicas utilizadas en las series individuales en las que no trabajó y, en cambio, se centró en los looks específicos que Clarkson deseaba. Para las escenas de Cage, Lloyd se inspiró en el trabajo de Harris Savides en American Gangster (2007), y para Iron Fist recurrió a The Grandmaster (2013) de Wong Kar-wai. En lugar de dedicar una cantidad significativa de tiempo a la corrección de color del metraje para el proyecto en la posproducción, Lloyd optó por intentar crear la mayor cantidad posible de la paleta de colores deseada en la cámara para poder enviar sus escenas con algunas notas escritas al colorista Tony D'Amore de Deluxe's Encore para completar el trabajo mientras Lloyd estaba en el set. El trabajo de D'Amore fue un desafío en escenas que combinaban varios personajes, ya que tenía que ajustar áreas específicas de cada cuadro dependiendo de dónde estaban los personajes. También tuvo que crear diferentes grados de color para las versiones de alto rango dinámico y rango dinámico estándar del programa que se estrenan en Netflix.
Después de su trabajo en Jessica Jones, Clarkson se sintió más cómoda trabajando en ese mundo más arraigado y supo instintivamente qué iluminación y ángulos de cámara utilizar. Se sentía menos cómoda con el mundo de Iron Fist y retratando los elementos más mitológicos de esa serie. Durante la preproducción de The Defenders, se estaba filmando Iron Fist. Cuando un director de esa serie no estuvo disponible para regresar a la producción para volver a filmar una escena, se le pidió a Clarkson que dirigiera la nueva toma. Clarkson encontró esta experiencia "increíblemente valiosa", dándole la oportunidad de trabajar con Jones y experimentar el tono de su serie antes del comienzo del rodaje de The Defenders. Clarkson y Lloyd también aprendieron los requisitos técnicos para representar el Puño de Hierro del personaje basándose en el proceso utilizado por el equipo de esa serie, además de cómo se creaba el efecto de las habilidades de Cage.

#### Vestuario
Maslansky, quien diseñó el vestuario de las series Marvel de Netflix anteriores, tuvo la opción de elegir entre diseñar para The Defenders o la primera temporada de The Punisher debido a un conflicto de agenda entre las dos producciones, y eligió trabajar en The Defenders para poder crear la culminación de todo su trabajo en la series anteriores. Ella describió el proceso de resaltar las paletas de colores de los personajes individuales como una celebración, buscando infundir los trajes con rojo para Daredevil, azul marino y lavanda para Jessica Jones, verde oliva para Iron Fist, y "colores Harlem" dorados para Luke Cage. Los trajes de los personajes se mantuvieron consistentes con sus series individuales, aunque para el disfraz de superhéroe de Daredevil, creado por Hargate Costumes en Los Ángeles, el casco se cambió para The Defenders para que tuviera una superficie mate que era menos brillante que en Daredevil. El final de la temporada introduce un nuevo traje para Iron Fist, un homenaje al chándal que lleva el personaje en los cómics. Maslansky sintió que el chándal completo era "muy de los años 70, un poco demasiado sabio, de mafia italiana", por lo que diseñó una chaqueta deportiva que usaba el diseño y los colores clásicos de verde con rayas doradas, y la combinó con pantalones cargo.
Para Alexandra y la Mano, los productores ejecutivos sugirieron el color blanco como una reutilización de la frase "la luz al final del túnel", dado que el grupo son supervillanos inmortales. Los trajes de Alexandra también cuentan con elementos metálicos para sugerir que ella era más bien una guerrera en una vida pasada y que tiene esa "fiereza o poder dentro de ella". En general, sus trajes son de inspiración europea y de "un mundo más antiguo" para crear "un sentimiento global en su guardarropa, muy exuberante... su guardarropa refleja ese tipo de antigüedad". La Elektra resucitada recibe un nuevo traje inspirado en su apariencia en cómics. Debido a que se vería fuera de lugar en las calles de Nueva York, Maslansky también diseñó un abrigo para cubrirla que se inspiró en The French Lieutenant's Woman (1981) y The Matrix (1999), y pretendía apelar al gusto de Alexandra en cuanto a vestimenta.

### Rodaje
Marvel anunció en febrero de 2014 que la miniserie se filmaría en la ciudad de Nueva York, con el jefe de redacción, Joe Quesada de Marvel Comics declarando en abril que la serie se filmaría en áreas de Brooklyn y Long Island City que todavía se parecen a la antigua Hell's Kitchen, además del trabajo en el escenario de sonido. En abril de 2016, Cox confirmó el inicio del rodaje a finales de 2016, tras la conclusión de la producción de Iron Fist en octubre de 2016. El rodaje de The Defenders comenzó el 31 de octubre, bajo el título provisional, Group Therapy. Lloyd anteriormente trabajó como director de fotografía de la primera temporada de Daredevil y del primer episodio de Jessica Jones. Debido a las demandas de producción, trajo a su colaborador de cinematografía de la segunda unidad, Jim McMillan, a la miniserie para ayudar a equilibrar la carga de trabajo para cuando los episodios se filmaron simultáneamente. Lloyd fue el director de fotografía principal de The Defenders, pero a McMillan se le atribuyen varios episodios en los que él trabajó más.
Lloyd describió la producción de la miniserie como más similar a una película que las series Marvel de Netflix anteriores debido a los requisitos de agenda del elenco más grande y al hecho de que los episodios no siempre se filmarían en orden debido a requisitos de ubicación. El cronograma también exigía más días de filmación por episodio, por lo que la producción general no fue tan corta como Lloyd esperaba, dado que el recuento de episodios es menor que el pedido habitual de Netflix de 13. Las ubicaciones adicionales de rodaje para la miniserie incluyeron: Upper West Side, Hell's Kitchen y Williamsburg, Brooklyn, Stapleton, Staten Island, San Nicholas Park, el vestíbulo y el exterior del Atelier Condo ("Midland Circle"), el Central Park Mall, los jardines de la azotea del Rockefeller Center, Downtown Manhattan Heliport, 240 Center Street en Manhattan, la Sala Appel en el Time Warner Center y New York City Municipal Archives. La serie se filmó de forma simultánea con la segunda temporada de Jessica Jones, potencialmente superponiéndose con esa producción. El rodaje concluyó el 19 de marzo de 2017.
Lloyd filmó la miniserie con la cámara RED Weapon. Clarkson usó un juego de lentes Panavision antiguos para sus dos episodios que había usado en Jessica Jones. El uso de estos lentes creó problemas para el equipo de cámara de la serie y problemas de suministro con Panavision, y Lloyd señaló que aunque el uso de lentes como estos es popular, es difícil trabajar con ellos. Entonces, para el resto de la miniserie, Lloyd volvió a los modernos lentes Arri Master Prime que había usado en Daredevil, los cuales, según dijo, no crearon una diferencia significativa en el aspecto de la miniserie. La miniserie utilizó mucho trabajo steadicam, tanto que esencialmente tenían dos operadores de cámara de steadicam trabajando simultáneamente. Clarkson también planificó múltiples tomas cinematográficas de "héroes" que requirieron movimientos de cámara complejos y mucho trabajo de technocrane.
Clarkson intentó pasar el mayor tiempo posible con cada héroe para ayudar a la audiencia a comprender quién era cada personaje si no hubieran visto todas las series individuales. Además de usar colores para mostrar que los personajes se estaban uniendo, Clarkson intentó "torcer" los episodios, como en un momento en el primer episodio donde Cage sale de un apartamento y levanta la cabeza, lo que muestra a Jones entrando a un apartamento y agachando la cabeza. Clarkson dijo sobre esto: "Traté de hacer transiciones que los conectaran... así que constantemente sentías que estos mundos eventualmente se unirían". Ella también usó trenes en las transiciones para mostrar que los personajes estaban a solo un viaje en tren de distancia unos de otros, y los filmó con los mismos lentes y encuadres para indicar que viven en el mismo mundo incluso con diferentes paletas de colores. Secuencias particularmente difíciles para Clarkson de filmar incluyó la apertura de la miniserie, que presenta una pelea de espadas en un túnel húmedo con agua en el set que causa problemas al equipo; la introducción de Matt Murdock en una sala del tribunal, que se rodó en una sola toma como referencia a las secuencias de lucha en una sola toma que tiene el personaje en su serie; y la escena del terremoto, que combinó efectos prácticos como "tirar de todas estas cosas con cuerdas y hacer que todo se mueva" con la planificación de efectos visuales y podría haber parecido "tonto" si se hubiera hecho mal.
Clarkson buscó filmar las secuencias de acción en las diferentes formas que tenían las otras series, como las peleas "increíblemente coreografiadas y... casi de ballet" de Daredevil, o las secuencias más "rudiosas y desordenadas" de Jessica Jones. Para Cage, Clarkson sintió que él es "esta figura central sólida que es a prueba de balas, es irrompible", por lo que a menudo lo filmaba con una cámara estática o una cámara fija, mientras que Iron Fist fue filmado con muchos más movimientos y con cámaras portátiles. La pelea entre los dos, en el segundo episodio, combinó esos dos estilos. En respuesta a las críticas a las secuencias de pelea en Iron Fist, Jones señaló que tenía más experiencia peleando en The Defenders debido a que completó la primera temporada de su serie antes de comenzar a trabajar en la miniserie, y tuvo más tiempo para aprender la coreografía porque estuvo en menos escenas para el proyecto conjunto que en su serie individual y pudo ensayar entre filmaciones. Además, señaló que los diferentes equipos de especialistas y directores de The Defenders permitieron realizar mejoras, y calificó la coreografía de la acción de la miniserie como "mucho más ingeniosa" y más cohesiva. Sin embargo, la miniserie todavía tenía un horario de televisión limitado, lo que resultó especialmente desafiante para las secuencias en las que los Defensores luchaban todos juntos, y Cox señaló que en su serie normalmente es solo él luchando contra especialistas, mientras que The Defenders requería todo de los actores héroes para aprender la coreografía y trabajar con cada uno en un tiempo limitado. Generalmente tenían un día para aprender una pelea, pero la coreografía también se cambiaba en el set.

### Música
En febrero de 2017, John Paesano fue anunciado como el compositor de la miniserie, después de haber compuesto previamente para las dos primeras temporadas de Daredevil. Paesano sintió que "había más licencia para ir más allá" e inclinarse un poco más hacia los colores orquestales" de cada personaje, ya que estaban "tratando con superhéroes con los que la audiencia está familiarizada". Su partitura, que era un híbrido de sintetizadores y una orquesta de 30 músicos, toma prestado el "color" de los temas de cada personaje de su serie individual "para recordar a los espectadores sus personalidades individuales". La música de Johannes Brahms se utiliza a lo largo de la miniserie, primero en el segundo episodio donde se muestra a Alexandra escuchando una interpretación de su Primer cuarteto de cuerda del Aeolus Quartet. La escena establece que Alexandra es "una aficionada a Brahms". La Primera Sinfonía del compositor se escucha luego mientras los líderes de la Mano se preparan para atacar a los Defensores en el quinto episodio de la miniserie. Finalmente, Alexandra escucha una grabación defectuosa de la Obertura trágica de Brahms.
Hollywood Records y Marvel Music lanzaron digitalmente un álbum de banda sonora con la partitura de Paesano el 17 de agosto de 2017. Toda la música compuesta por John Paesano:

| N.º | Título                     | Duración |  |
| 1.  | «The Defenders Main Title» | 1:18     |  |
| 2.  | «Allies Aren't Alone»      | 3:42     |  |
| 3.  | «Terminal»                 | 2:39     |  |
| 4.  | «Tailing Jones»            | 2:44     |  |
| 5.  | «Board Room»               | 5:36     |  |
| 6.  | «Our Weapon»               | 3:27     |  |
| 7.  | «Aliasing»                 | 1:54     |  |
| 8.  | «Chinese Drive Through»    | 1:35     |  |
| 9.  | «Restaurant Fight»         | 2:35     |  |
| 10. | «Alexandra»                | 3:59     |  |
| 11. | «Old Friends»              | 2:49     |  |
| 12. | «A Bone to Pick»           | 2:32     |  |
| 13. | «Kung Fu Party»            | 3:45     |  |
| 14. | «Protect My City»          | 5:36     |  |
| 15. | «The Defenders»            | 5:04     |  |

### Conexiones al Universo cinematográfico de Marvel
The Defenders es la última serie de la series de Netflix encargadas inicialmente, después de Daredevil, Jessica Jones, Luke Cage y Iron Fist. En agosto de 2014, Vincent D'Onofrio, Wilson Fisk en Daredevil, declaró que Marvel Television planeaba "ramificarse" después de las series de Netflix. En marzo de 2015, Loeb confirmó que había potencial para que la serie se cruzara con las películas del MCU y la series de televisión de ABC ya que todas están ambientadas en el mismo universo, pero dijo que cada una permanecería independiente al principio porque "la audiencia necesita entender quiénes son todos estos personajes y lo que es el mundo antes de comenzar a mezclarse".
Midland Circle, donde se reúnen inicialmente los cuatro Defensores, fue mencionado anteriormente en la primera y segunda temporada de Daredevil y en la primera temporada de Iron Fist. Se revela que es una operación de la Mano, que compró el edificio para buscar la sustancia vital escondida debajo de él. Ramirez dijo que después de mostrar a la Mano comprando el edificio en la primera temporada de Daredevil, y presentar el hoyo que estaban cavando en la segunda temporada de Daredevil, dependía de los escritores de The Defenders para decidir qué habría en el hoyo. Ramirez consideró que tener el esqueleto de un dragón muerto como fuente de la sustancia que la Mano buscaba era la mejor manera de unir las diferentes series, incluso porque hace referencia a la primera temporada de Daredevil, donde Gao vende una droga hecha de hueso de dragón aplastado. La miniserie también hace referencia a los eventos de The Avengers (2012).

## Marketing
En la Convención Internacional de Cómics de San Diego de 2016, se mostró un avance que mostraba la palabra "Defend" formada a partir de piezas de los logotipos de las cuatro series anteriores sobre "la siniestra forma de una mano gigante", junto con Glenn proporcionando una voz en off como Stick, preguntando cómo los cuatro héroes planean salvar Nueva York cuando no pueden salvarse a sí mismos. Para la Comic Con de Nueva York de ese mismo año, los actores de los cuatro Defensores aparecieron juntos en el escenario, junto con Weaver, para promocionar la miniserie.
En abril de 2017, la fecha de estreno de la serie se reveló a través de un avance diseñado para parecerse a imágenes de seguridad que muestran a los cuatro Defensores dentro de un ascensor de Midland Circle. El avance también presentaba una URL oculta que conducía a un sitio web falso del New York Bulletin que presentaba "muchos «easter eggs» y pequeños detalles". Dave Lewis del Los Angeles Times consideró que el avance del metraje de seguridad terminaba en el código de tiempo, 08:18:20:17, era "una forma divertida de indicar la fecha de estreno de la serie". Un mes después, Netflix y Marvel lanzaron un avance de la miniserie. También lanzaron múltiples gráficos en movimiento que muestran varios cruces de personajes a través de las cuentas de redes sociales de The Defenders, así como cada una de las series individuales. Nicole Sobon de Comic Book Resources consideró que publicarlos de esta manera fue "un movimiento de marketing inteligente tanto de Marvel como de Netflix, ya que a lo largo de los años, las cuentas Twitter [de cada serie] han logrado generar una gran interacción entre los fanáticos mediante sus 'conversaciones' entre los personajes". Cox, Ritter, Colter, Jones y estrellas adicionales de la miniserie aparecieron en la Convención Internacional de Cómics de San Diego de 2017 para promocionar la serie, donde también se proyectó el primer episodio. Se llevó a cabo una premiere de alfombra roja de la serie en el Tribeca Performing Arts Center el 31 de julio de 2017, donde se proyectaron los dos primeros episodios.

## Estreno
The Defenders se estrenó el 18 de agosto de 2017 en el servicio de streaming, Netflix, en todo el mundo, en Ultra HD 4K y alto rango dinámico (HDR). Los ocho episodios de una hora de duración se estrenaron simultáneamente, a diferencia de un formato serializado, para fomentar la observación maratónica, un formato que se ha utilizado para otras series originales de Netflix. A pesar de ser calificada como un "Original de Netflix", los derechos de la licencia fueron trasladados de Netflix a Disney.
The Defenders fue eliminada de Netflix el 1 de marzo de 2022, junto con las otras series Marvel de Netflix, debido a que la licencia de Netflix para la serie finalizó y Disney recuperó los derechos. Disney optó por que Netflix no pagara una gran tarifa de licencia para conservar los derechos de distribución de la serie, y en cambio, anunció que toda las series estarían disponible en Disney+ el 16 de marzo en Estados Unidos, Canadá, Reino Unido, Irlanda, Australia y Nueva Zelanda, y en los demás mercados de Disney+ a finales de 2022. En los Estados Unidos y Latinoamérica, se introdujeron controles parentales revisados en el servicio para permitir que se agregue el contenido más adulto de la serie, de manera similar a los controles que ya existen para otras regiones que tienen el centro de contenido, Star.

## Recepción

### Audiencia
Como Netflix no revela los números de audiencia de suscriptores para ninguna de sus series originales, la firma de análisis de marketing Jumpshot determinó que la serie obtuvo el 17% de los espectadores que recibió la segunda temporada de Daredevil en sus primeros 30 días, que fue la temporada más vista, según la firma. The Defenders fue, comparativamente, la serie Marvel de Netflix menos vista y tuvo la mayor caída semana tras semana en la audiencia, disminuyendo en un 67%, 48% y 41%, respectivamente, durante el período de 30 días. Jumpshot, que "analiza datos anónimos de flujo de clics de un panel de más de 100 millones de consumidores de Internet", analizó el comportamiento de visualización y la actividad de los miembros estadounidenses de la compañía, teniendo en cuenta el número relativo de espectadores estadounidenses de Netflix que vieron al menos un episodio de la temporada. Los datos excluyen la visualización que se produjo en la TV conectada de Netflix o en las aplicaciones móviles.
En octubre de 2017, Netflix reveló que The Defenders era la tercera serie original de Netflix más "Binge Raced" a nivel mundial y la primera en Corea del Sur. Netflix definió "Binge Racers" como espectadores que vieron la serie completa dentro de las 24 horas posteriores a su estreno, y esos datos se acomodaron "para zonas horarias y reflejan el estreno de un programa dentro de las 24 horas posteriores al estreno de un país". La empresa señaló en su anunció que la clasificación "Binge Racing" "no tenía relación con la audiencia general".

### Respuesta crítica
El sitio web del agregador de reseñas, Rotten Tomatoes reportó un índice de aprobación del 78% con una calificación promedio de 6.60/10 basada en 100 reseñas. El consenso crítico del sitio dice: "Marvel's The Defenders desarrolla aún más personajes conocidos en un arco lleno de acción cuya recompensa tiene un impacto más que suficiente para compensar sus fallas". Metacritic, que usa un promedio ponderado, asignó un puntaje de 63 sobre 100, basado en 30 críticos, lo que indica "críticas generalmente favorables".

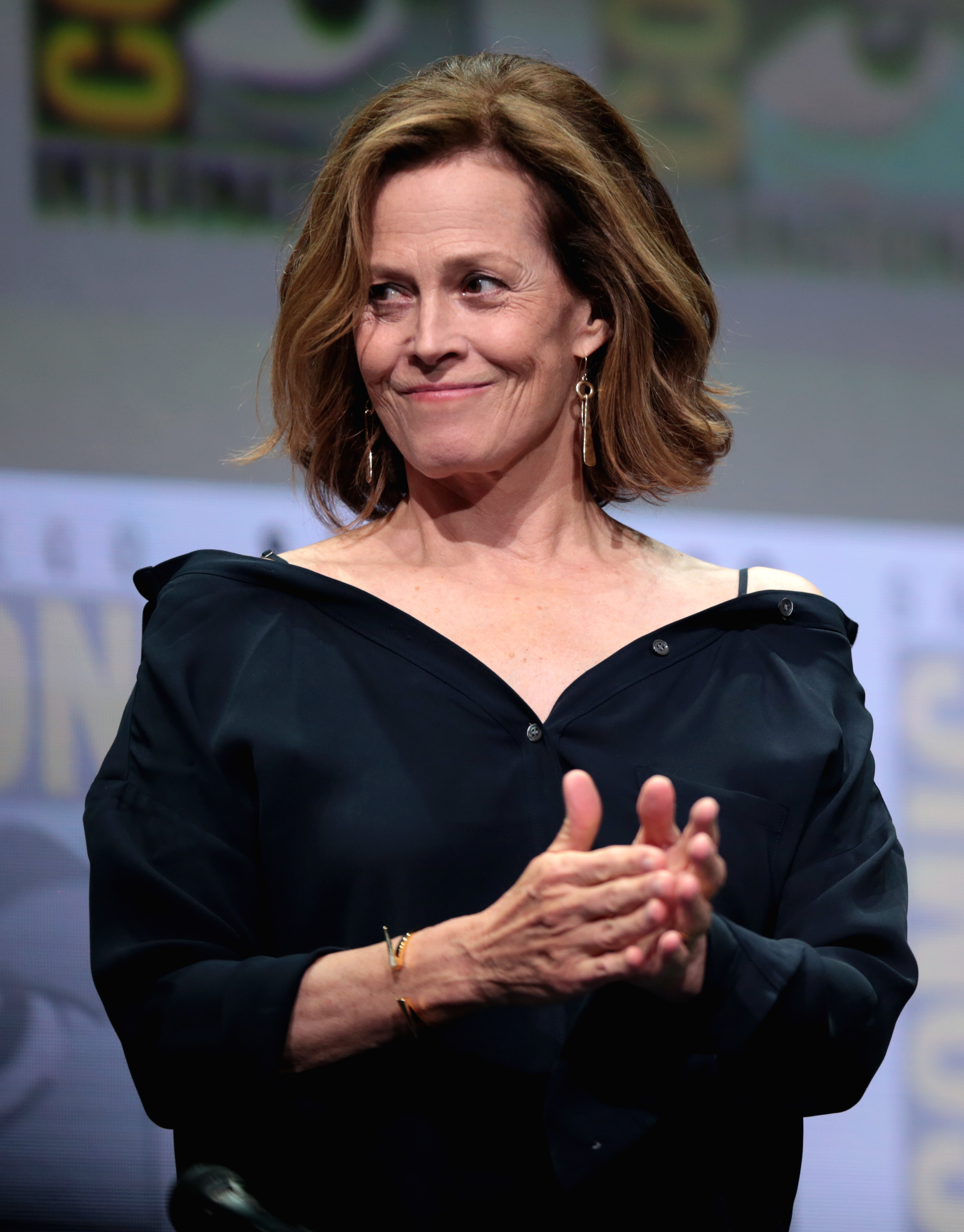
Sigourney Weaver fue elogiada por la crítica por su papel en The Defenders

La proyección inicial del primer episodio en la Convención Internacional de Cómics de San Diego fue recibida con "aplausos" de la multitud. Tracy Brown del Los Angeles Times señaló después de "un rápido repaso sobre dónde terminó la historia en solitario de cada héroe... hay avances en las narrativas de cada" de los Defensores, a pesar de que no interactuando en el episodio. Agregó que el episodio incluía elementos esperados para una serie Marvel de Netflix y concluyó con un suspenso apropiado para ver cliffhangers. Julia Alexander de Polygon estaba "estúpidamente emocionada de disfrutar del resto de la temporada" después de ver el primer episodio, elogiando a la "intrigante" Alexandra y su relación con Elektra, así como los esfuerzos de la miniserie por centrarse en las identidades individuales de los Defensores. Peter Sciretta de /Film calificó el episodio como "un buen comienzo" para The Defenders, pero consideró que no logró presentar el personajes a los espectadores que no habían visto la serie individual. Destacó el uso del color a lo largo del episodio para diferenciar a los personajes.
Al revisar los primeros cuatro episodios de la serie, Katharine Trendacosta de io9 agradeció a los escritores por abordar las preguntas que los espectadores querían respuestas y representar momentos que los fanáticos querían ver sin "sacrificar los personajes o la historia". Criticó la cantidad de exposición, la historia poco original y los villanos "exagerados", pero consideró que "lo bueno de The Defenders supera con creces lo malo... es todo un lienzo para mostrar a Matt, Jessica, Luke y Danny se unen [para ser] más entretenidos". David Betancourt de The Washington Post también dio una crítica positiva, calificando el evento como "valió la pena la espera", disfrutando de la amistad de Cage y Rand y calificando a la "convincente" Alexandra de Weaver como la "mayor sorpresa" de la serie. Jeff Jensen por Entertainment Weekly le dio a la serie una "B+", calificándola de "entretenimiento de género animado que recarga tu interés en el pop de Marvel". Elogió el hecho de que The Defenders tuviera solo 8 episodios de duración, en comparación con los 13 de las temporadas anteriores de Marvel y Netflix. Dan Jolin de Empire le dio a The Defenders, 3 de 5 estrellas y encontró "suficiente alegría" en las interacciones entre los Defesonres para que "valiera la pena esperar". Sin embargo, consideró que no logró "subir la apuesta en cuanto a la historia" y se sintió decepcionado de que Alexandra de Weaver fuera "otra empresaria malvada más cuyas acciones sucias están ocultas por trajes elegantes".
Allison Keene de Collider también le dio a la miniserie 3 estrellas de 5. Sintió que algunos de los problemas de las series en solitario, como el ritmo y las opciones narrativas, todavía estaban presentes, pero todavía había elementos para disfrutar, incluida Jessica Jones y las bromas entre los héroes. Keene sintió que los problemas de ritmo mejoraron una vez que los Defensores finalmente se unieron. Criticó el enfoque en la compañía de Rand y también dijo que la miniserie se sentía menos como una culminación o un final de lo que le hubiera gustado. Revisando la serie para Uproxx, Alan Sepinwall sintió que The Defenders tomó prestados los mejores elementos de las series anteriores, como las escenas de pelea de Daredevil, el "diálogo ágil" de Jessica Jones, la música (particularmente en las escenas de Luke Cage) y a Rosario Dawson. Sin embargo, consideró que el ritmo de los cuatro episodios revisados era "otro ritmo ultra lento de Netflix". Vio que esto mejoró una vez que los cuatro héroes se encontraron en el cuarto episodio, y esperó que en la segunda mitad de la temporada "ambos [el] programa y el equipo podrían justificar su existencia como algo más que un paquete que Marvel creó hace años con la esperanza de que todo saliera bien". Maureen Ryan de Variety, consideró que The Defenders tenía algunos elementos positivos y elogió especialmente la actuación de Weaver, pero describió la serie como "profesional" y dijo que era "un poco más insulsa" de lo que debería haber sido una serie sobre superhéroes y ninjas.
Kelly Lawler de USA Today fue más crítica con la serie y le otorgó 2 de 4 estrellas. Lawler sintió que Rand era la "desventaja innegable" de la serie, esperando que "The Defenders se alejara de Danny y su petulancia, pero desafortunadamente, Iron Fist es parte integral de la trama más amplia". También sintió que la serie tenía problemas de ritmo y dijo que los Defensores como grupo "carecen de química". Lawler consideró que Weaver era "un punto brillante", pero concluyó que "los espectadores que se sintieron atraídos por una o más series de Netflix por sus perspectivas únicas se sentirán decepcionados" por The Defenders. Durante toda la miniserie, Daniel Krupa de IGN le dio un 6,5 sobre 10 y dijo: The Defenders se sintió "desigual, planeado apresuradamente y, en última instancia, como una oportunidad perdida". Krupa señaló los problemas de ritmo y describió a la Mano como "un antagonista mal definido y confuso" que no se compara favorablemente con los villanos anteriores de Marvel y Netflix como Wilson Fisk, Kilgrave, y Cornell "Cottonmouth" Stokes. Krupa calificó la química entre los personajes principales como "excelente" y elogió a Yung por ser "el villano más creíble y emocionalmente rico" de Elektra. Para él, lo más destacado de la miniserie fue la escena del restaurante chino en el cuarto episodio.

### Reconocimientos
Cox y Yung fueron nombrados "Intérpretes de la semana" de TVLine durante la semana que finalizó el 26 de agosto de 2017. El honor fue específicamente por su escena final de la miniserie, mientras pelean y discuten mientras un edificio se derrumba a su alrededor. El sitio describió la escena como "un duelo a dos manos emocionalmente convincente".
| Año  | Premio                              | Categoría                                                     | Nominado(s)            | Resultado | Ref.    |
| ---- | ----------------------------------- | ------------------------------------------------------------- | ---------------------- | --------- | ------- |
| 2018 | Premios NAACP Image                 | Mejor actor en una serie dramática                            | Mike Colter            | Nominado  | [ 134 ] |
| 2018 | Premios Saturn                      | Mejor actriz de reparto en televisión                         | Krysten Ritter         | Nominada  | [ 135 ] |
| 2018 | Premios Saturn                      | Mejor serie de televisión de nuevos medios                    | Marvel's The Defenders | Nominada  | [ 135 ] |
| 2018 | Premios Black Reel                  | Mejor película para televisión o serie limitada               | Marvel's The Defenders | Nominada  | [ 136 ] |
| 2018 | Premios Black Reel                  | Mejor actor de reparto, película para televisión o miniserie  | Mike Colter            | Nominado  | [ 136 ] |
| 2018 | Premios Black Reel                  | Mejor actriz de reparto, película para televisión o miniserie | Rosario Dawson         | Nominada  | [ 136 ] |
| 2018 | Premios Black Reel                  | Mejor actriz de reparto, película para televisión o miniserie | Simone Missick         | Nominada  | [ 136 ] |
| 2018 | Primetime Creative Arts Emmy Awards | Mejor tema musical original de secuencia de apertura          | John Paesano           | Nominado  | [ 137 ] |

## Futuro
En enero de 2015, el director de operaciones de Netflix, Ted Sarandos, dijo que The Defenders era "elegible para irse con varias temporadas con seguridad" y que Netflix analizaría "qué tan bien se están dirigiendo tanto a la base de fans de Marvel como a la base de fans en general" en términos de determinar si serían apropiadas temporadas adicionales. Sin embargo, en julio de 2016, Loeb se refirió a la miniserie como un evento único en lugar de una temporada de una historia en curso. Jones dijo que la miniserie "se siente como el final de la Fase Uno" de las series Marvel de Netflix, con los eventos de la miniserie conduciendo al "comienzo de otra fase", mientras Ritter dijo que estaría feliz de regresar por más después de disfrutar la experiencia de hacer estos episodios, a pesar de que estaba planeado como un evento único. A mediados de 2018, Loeb y el vicepresidente de contenido original de Netflix, Cindy Holland dijo que "no había planes" para continuar la serie.
En septiembre de 2018, Netflix cambió el nombre de la página de Facebook de la serie a "NX", la "nueva división de contenido de género amigable para los geek" de Netflix. Netflix no alteró la cuenta de Twitter de la serie de manera similar. El cambio dejó a los fanáticos molestos por el aparente "señuelo y cambio", y muchos sugirieron que habrían seguido una página separada para NX si se hubiera creado de esa manera. Kofi Outlaw de ComicBook.com consideró que este cambio era "un indicador bastante importante de que Netflix ha terminado con The Defenders como una de sus series originales". En respuesta, Loeb reiteró que todavía no había planes para que la serie continuara en ese momento, pero eso no significaba que nunca continuaría en el futuro, especialmente porque en este momento no se formó un equipo de "Defensores". Las miniseries y futuras historias de Defenders podrían centrarse en diferentes personajes.
Antes de la aparición de Charlie Cox en Echo, que se estrenó en enero de 2024, el jefe de streaming de Marvel Studios, Brad Winderbaum reconoció que Marvel Studios había sido anteriormente "un poco cauteloso" acerca de lo que era parte de su Sagrada Línea del Tiempo, señalando cómo había habido una división corporativa entre lo que creó Marvel Studios y lo que creó Marvel Television. Continuó diciendo que a medida que ha pasado el tiempo, Marvel Studios ha comenzado a ver "lo bien integradas que están las historias [de Marvel Television]" y personalmente se sintió "confiado" al decir que la serie Daredevil de Netflix era parte de la «Sagrada Línea del Tiempo». Con el estreno de Echo, todas las series de Netflix se agregaron a la Cronología de Disney+ con The Defenders colocada junto al contenido de la Fase Dos del MCU, entre las películas Ant-Man (2015) y Captain America: Civil War (2016).